# Eurocities
Eurocities är en samarbetsorganisation för större städer (kommuner) inom EU. Städer som har minst 250 000 invånare kan bli medlemmar. Mindre städer, liksom europeiska städer utanför EU kan bli associerade medlemmar. 
Eurocities grundades 1986 och hade 2007 fler än 130 medlemsstäder. Från Sverige är det Stockholm, Göteborg, Malmö och Uppsala som är fullvärdiga medlemmar.